# Kościół „Serce Miasta” w Słupsku
Kościół „Serce Miasta” w Słupsku – zbór Kościoła Zielonoświątkowego w RP znajdujący się w Słupsku. Siedziba kościoła mieści się przy ul. Jana Długosza 24.

## Historia
Początki zboru przypadają na 1950, kiedy to dawna kaplica Kościoła Apostolskiego z 1878 przy ul. Długosza 24 została przydzielona przez władze miejskie na rzecz Związku Ewangelicznych Chrześcijan i Związku Chrześcijan Wiary Ewangelicznej. Niedługo później decyzja ta została cofnięta, a obiekt przeznaczony został w magazyn. W 1952 kaplica została na powrót przekazana obu kościołom, które w 1953 wspólnie weszły w skład Zjednoczonego Kościoła Ewangelicznego w PRL. Pierwszym pastorem zboru został Edward Pruszkowski, następnie funkcję tę objął Mirosław Milewski, pełniący jednocześnie stanowisko prezbitera okręgowego. 
W 1981 zbór dokonał przebudowy kaplicy, która uzyskała wówczas baptysterium. Po rozwiązaniu Zjednoczonego Kościoła Ewangelicznego, 1 lutego 1988 wspólnota weszła w skład Kościoła Zielonoświątkowego. Kolejnymi pastorami byli Marek Siudek oraz Jacek Heidenreich. Na koniec 2010 zbór skupiał 457 wiernych, w tym 201 ochrzczonych członków.
W 2017 funkcję pastora objął Michał Kotelnicki.